# Converge
Converge — американський хардкор-панк гурт із Сейлему, Массачусетс, заснований 1990 року, вокалістом Джейкобом Бенненом та гітаристом Куртом Баллоу. Вони випустили дев'ять студійних альбомів, три концертних альбоми та численні міні-альбоми. Звучання гурту сформоване під великим впливом хардкор-панку, а також частково геві-металу. Колектив вважається одним із родоначальників металкору як і його піджанру маткор.

## Історія

### Ранні роки таHalo in a Haystack(1990–1994)
Гурт Converge було засновану взимку 1990 року, Джейкобом Бенноном і Куртом Баллоу, до яких у 1991 році приєдналися шкільні друзі Джефф Файнберг і Деймон Беллорадо. Вони почали з того, що грали кавери на пісні у жанрах хардкор-панк, панк-рок та геві-метал. Вже у середині 1991 року колектив почав виступати наживо, записавши кілька демо на 4-трековий рекордер. Учасники писали та грали те, що вони вважали «актуальною» музикою в 1994 році.
У 1994 році гурт складався з п'яти осіб, коли Аарон Далбек приєднався у ролі другого гітариста. Пізніше того ж року Converge випустили свій дебютний альбом Halo in a Haystack, виданий лейблом Earthmaker Records. Він вийшов лише у вигляді вінілової платівки та обмеженим тиражем 1000 копій. З моменту виходу альбом жодного разу не перевидавався.

### Petitioning the Empty Sky,When Forever Comes Crashingта зміна складу (1995–1999)
У 1995 році Converge випустили свій перший альбом-компіляцію Caring and Killing, який містив пісні, написані за раннього періоду творчості гурту, з 1991 по 1994 рік. Спочатку альбом вийшов як європейський ексклюзив на Lost & Found Records. Однак колектив був незадоволений тим, як лейбл поводився з релізом, стягувавши із шанувальників завищену плату за їхні старі пісні, які було важко знайти.

## Учасники гурту
| Теперішній склад - Джейкоб Беннон — вокал (1990–дотепер) - Курт Баллоу — гітара, бек-вокал (1990–дотепер), бас-гітара (2017–дотепер) - Нейт Ньютон — бас-гітара, бек-вокал (1998–дотепер), гітари (2017–дотепер) - Бен Коллер — ударні (1999–дотепер) Сесійні музиканти - Степен Бродскі — бас-гітара (2019–дотепер; офіційний учасник 1997–1998), гітара, бек-вокал (2019–дотепер) - Chelsea Wolfe — вокал, бас-гітара (2019–дотепер) - Бен Чісхолм — синтезатор, піаніно, бас-гітара (2019–дотепер) | Колишні учасники - Джефф Фейнбург — бас-гітара, гітарні (1991–1997) - Деймон Беллорадо — ударні (1991–1999) - Аарон Далбек — гітари (1994–2001) - Джон ДіДжорджіо — ударні (1999) Колишні сесійні музиканти - Ерік Ралстон — бас-гітара (1993) - Уріан Хакні — ударні (2019) |

## Дискографія
Студійні альбоми
- Halo in a Haystack (1994)
- Petitioning the Empty Sky (1996)
- When Forever Comes Crashing (1998)
- Jane Doe (2001)
- You Fail Me (2004)
- No Heroes (2006)
- Axe to Fall (2009)
- All We Love We Leave Behind (2012)
- The Dusk in Us (2017)
- Bloodmoon: I (2021) (за участі Chelsea Wolfe)